# Henry Digby (1er comte Digby)
Henry Digby, 1er comte Digby (21 juillet 1731 - 25 septembre 1793) est un pair britannique et membre du Parlement.

## Biographie

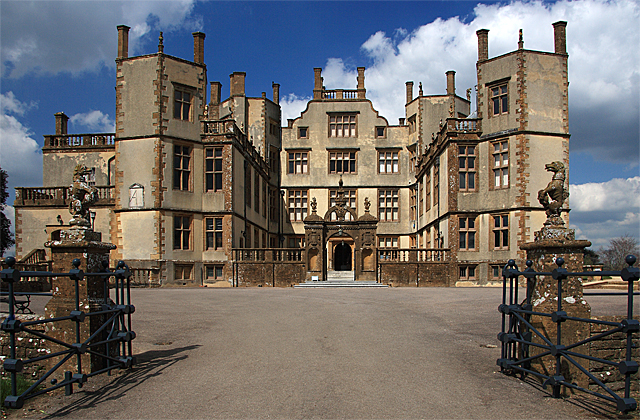
Château de Sherborne, Dorset

Il est le fils cadet d'Edward Digby, fils de William Digby (5e baron Digby). Sa mère est Charlotte Fox, fille de Stephen Fox. Henry Fox, 1er baron Holland, est son oncle et Charles James Fox son cousin.
Il est élu à la Chambre des communes pour Ludgershall en 1755, un siège qu'il occupe jusqu'en 1761, puis représente Wells entre 1761 et 1765. De 1763 à 1765, il est Lord de l'amirauté. En 1757, il succède à son frère aîné comme 7e baron Digby, mais comme il s'agit d'une Pairie d'Irlande, cela ne lui donne pas le droit de siéger à la Chambre des lords britannique et ne l'oblige pas à démissionner de son siège à la Chambre des communes. Cela lui donne cependant la propriété du siège familial du Château de Sherborne.
En 1765 Digby est créé 1er baron Digby, de Sherborne dans le comté de Dorset, dans la Pairie de Grande-Bretagne avec le reste à la descendance masculine de son père. Il doit alors renoncer à son siège aux Communes et rejoindre la chambre des Lords. De 1771 à 1793, Lord Digby est Lord Lieutenant du Dorset. En 1790, il est créé 1er vicomte Coleshill et 1er comte Digby dans la pairie de Grande-Bretagne.
Lord Digby épouse Elizabeth Feilding, fille de Charles Feilding, en 1763. Ils ont un fils, Edward Digby (19 juin 1764-15 juillet 1764). Après la mort de sa première femme en 1765, il épouse, en deuxièmes noces, Mary Knowler, fille de John Knowler, en 1779. Ils ont cinq enfants:
- Charlotte Digby (18 janvier 1772 - 1807), mariée à William Wingfield (en)
- Edward Digby (2e comte Digby) (1773–1856)
- Henry Digby (12 mai 1774 - 5 avril 1776)
- Robert Digby (10 avril 1775 - 1830), recteur de Sheldon et vicaire de Coleshill
- Stephen Digby (24 juin 1776-1795)

Lord Digby est décédé en septembre 1793, à l'âge de 62 ans, et son fils aîné Edward lui succède. La comtesse Digby est décédée en 1794.